# أدوات كيدي

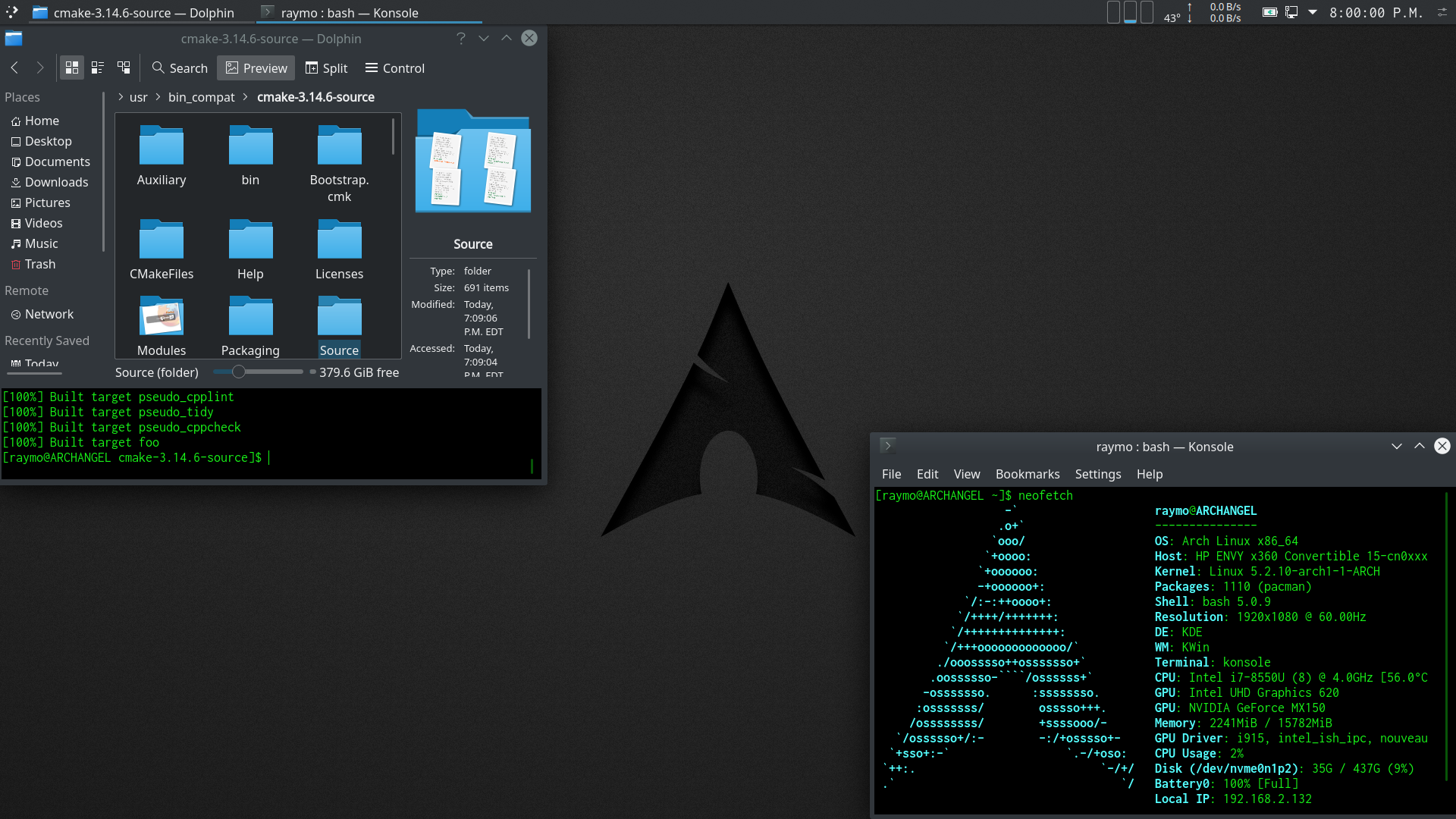
كونسول، تطبيق محاكي الطرفية لكيدي، و دولفين، مدير ملفات كيدي، اثنين من تطبيقات كيدي الأساسية

أدوات كيدي (بالإنجليزية: KDE Gear)‏ (معروفة أيضاً كحزمة تطبيقات كيدي أو تطبيقات كيدي) هي مجموعة من التطبيقات والمكاتب الداعمة التي يطورها مجتمع كيدي, استخدامها الأساسي على لينكس لكنها متعددة المنصات, وتُحَدَّث بميعاد تحديث شائع.
الحزمة تتكون من أكثر من 100 تطبيق. من الأمثلة على التطبيقات البارزة في الحزمة مدير الملفات دولفين, عارض الملفات أوكيولار, محرر النصوص كيت, أداة ضغط الملفات آرك ومحاكي الطرفية كونسول.
كانت حزمة تطبيقات كيدي سابقاً جزءاً من تصريف برمجيات كيدي.

## أدوات إضافية
البرمجيات الغير موجودة في حزمة تطبيقات كيدي الرسمية يمكن إيجادها في قسم "الأدوات الإضافية" (Extragear). تُنشَر بمواعيدها الخاصة ولها نظام ترقيم خاص. توجد العديد من التطبيقات المستقلة مثل: كي تورينت، كريتا, وأمروك التي صممت ليمكن استخدامها على العديد من نظم التشغيل مستقلةً عن أي بيئة سطح مكتب.

## قائمة التطبيقات الموجودة في الحزمة

### التطوير

#### تطوير البرمجيات
حزمة أدوات تطوير برامج كيدي (بالإنجليزية: KDE SDK)‏ هي مجموعة من التطبيقات والأجزاء المضمنة (ضمن أدوات تطوير البرامج, لكن أيضاً في تطبيقات كيدي الأخرى, على سبيل المثال العديد منها تعمل مع مدير الملفات دولفين) التي تعمل مع أو هي جزء من مطور ك, وتعد ملائمة للعمل في عدة لغات. تقدم أدوات تُستخدم لتصميم كيدي, وغنية خصوصاً بالأدوات لدعم تطوير كيوت وسي++, كذلك اللغات الأكثر أناقة مثل رست وبايثون.
- أغلب حزمة أدوات تطوير برامج كيدي متوفرة لويندوز وماك أو إس إضافةً إلى لينكس وتوزيعة برمجيات بركلي.[5]
- في حين أنها مصنوعة لبيئة سطح المكتب كيدي, البرمجيات المبنية مسبقاً, ومنها التطبيقات التجريبية, متوفرة لماك أو إس, لينكس (عن طريق آب إيماج,[6] آب ستريم,[6] وفلات هب,[7] وسناب[8]) بالإضافة إلى معظم نظم إدارة حزم التوزيعات الشائعة, إضافةً إلى النص المصدري التوفر عبر غيت لاب كيدي.[2][9]
- منزلات ويندوز للنسخ المستقرة من كيت[10] ومطور ك[5] وأمبريلو[11] متوفرة وتتوفر هذه التطبيقات في المتجر أيضاً.
  - العديد من تطبيقات كيدي متوفرة لأندرويد باستخدام أطر عمل كيريغامي.[12] مبنية باستخدام مطور ك منها: كيدي كونيكت،[13] وكيدي إتينيراري، مساعد رحلات يدمج حجوز القطارات والحافلات والرحلات الجوية مع الخرائط, وتقويم كيدي, والجبر ك.

عدة حزم أخرى تبنى للتجربة على أندرويد، لكن مخططات بعض القطع المحورية من حزمة أدوات تطوير البرامج (SDK) (مثل: كيت) لم تعلن.

## إصدارات
حزمة تطبيقات كيدي تُصدر كل أربع أشهر, وتصدر نسخة تصحيح الأخطاء كل شهر. يستخدم نظام ترقيم معتمد على التاريخ, حيث يتكون من السنة والشهر. يستخدم رقم ثالث للدلالة على نسخة تصحيح الأخطاء.
مع تحديث أبريل 2021, غير اسم حزمة تطبيقات كيدي (KDE Bundle) إلى أدوات كيدي (KDE Gear).
| تاريخ إصدارات أدوات كيدي | تاريخ إصدارات أدوات كيدي                                                                                       | تاريخ إصدارات أدوات كيدي |
| إصدار                    | ميزات مهمة | تاريخ                    |
| ------------------------ | --- | ------------------------ |
| 14.12                    | كيت، كونسول، جوينفيو، الجبر ك, كاناغرام, كي هانغ مان, كيغ, بارلي, قالب تطبيق ك, وأوكتيتا نقلت لأطر عمل كيدي 5. | 17 ديسمبر 2014           |
| 15.04                    | روكس, كانتور, كومبير, وكيدي تيليباثي نقلت لأطر عمل كيدي 5.                                                     | 15 أبريل 2015            |
| 15.08                    | دولفين وآرك نقلا لأطر عمل كيدي 5.                                                                              | 19 أغسطس 2015            |
| 15.12                    | كي سناب شوت استبدل بسبيكتاكل. حدثت كي توبيرلنغ, كليكيتي وكي نيفال باتل لاستخدام أطر عمل كيدي 5.                | 16 ديسمبر 2015           |
| 16.04                    | تطبيق موسيقي تعليمي جديد (مينيوت), مركز المساعدة ك أصبح جزءاً من تطبيقات كيدي. تصحيحات أخطاء لكونتاكت وآرك.     | 20 أبريل 2016            |
| 16.08                    | كولور بينت, سيرفيسيا, كي ديسك فري, طقم كونتاكت, وماربل.                                                        | 18 أغسطس 2016            |
| 16.12                    | موجة ك، أوكيولر، كونكيورر، كي جي بي جي، كي توتش، وكالزيوم نقلت لأطر عمل كيدي 5.                                | 15 ديسمبر 2016           |
| 17.04                    | | 20 أبريل 2017            |
| 17.08                    | | 17 أغسطس 2017            |
| 17.12                    | | 14 ديسمبر 2017           |
| 18.04                    | | 19 أبريل 2018            |
| 18.08                    | | 16 أغسطس 2018            |
| 18.12                    | | 13 ديسمبر 2018           |
| 19.04                    | | 18 أبريل 2019            |
| 19.08                    | | 15 أغسطس 2019            |
| 19.12                    | | 12 ديسمبر 2019           |
| 20.04                    | | 23 أبريل 2020            |
| 20.08                    | | 13 أغسطس 2020            |
| 20.12                    | | 10 ديسمبر 2020           |
| 21.04                    | | 22 أبريل 2021            |
| 21.08                    | | 12 أغسطس 2021            |
| 21.12                    | | 9 ديسمبر 2021            |
| 22.04                    | | 21 أبريل 2022            |
| 22.08                    | | 18 أغسطس 2022            |
| 22.12                    | | 8 ديسمبر 2022            |
| 23.04                    | | 20 أبريل 2023            |
| 23.08                    | | 24 أغسطس 2023            |
| 24.02                    | عدة تطبيقات نقلت لكيوت 6.                                                                                      | 28 فبراير 2024           |

## وصلات خارجية
- موقع كيدي